# Abaris Aircraft Corporation
Abaris Aircraft Corporation is een Amerikaanse vliegtuigbouwer, gevestigd in Phoenix (Arizona). Het bedrijf is genoemd naar de mythische priester van Apollo, Abaris.

## Producten
Abaris verkoopt de Abaris Golden Arrow als zelfbouwvliegtuig, en onderneemt vliegcursussen voor haar klanten. Daarnaast verleent het bedrijf medewerking aan de ontwikkeling van een zes-zits turboprop vliegtuig.